# Andreas Laurentii
Andreas Laurentii, död 1595 i Ekeby socken, var en svensk präst i Ekeby församling.

## Biografi
Andreas Laurentii blev 1571 kyrkoherde i Ekeby församling. Han deltog i riksdagen 1573. Laurentii skrev under mötesbeslutet och liturgin 1582 och Uppsala mötes beslut 1593. Samma år 1593 blev han kontraktsprost i Göstrings kontrakt. Han skrev under Söderköpings riksdagsbeslut 17 oktober 1595. Laurentii avled 1595 i Ekeby socken.
Laurentii gifte sig med Kristina Olofsdotter (död 1597). De fick tillsammans barnen Per Andersson (1578–1642) och Anna (död 1615). Sonen adlades med namnet Törnsköld och dotter gifte sig med fogden Anders Jönsson.